# メンヒェングラートバッハ市国際作曲コンクール
メンヒェングラートバッハ市国際作曲コンクールは、ドイツで行われている国際作曲コンクール。

## 概要
メンヒェングラートバッハ市は1980年から国際作曲賞を創設し、アンサンブリア芸術祭の中で受賞作品を初演するという催しを定期的に続けていた。財政上の問題で1980年からはそのアンサンブリア音楽祭自体は隔年開催となっている。この音楽賞の受賞者には松下功、ロベルト・HP・プラッツ、ヴァルター・ツィンマーマン、イエズス・トーレス、ロクリアン正岡、木山光などがいる。この作曲賞の正確な名称は依然定まっていないが、2006年の要綱を見る限りではメンヒェングラートバッハ市主催アンサンブリア国際作曲コンクール2006（International Ensemblia Composition Competition in Mönchengladbach 2006）と読んだほうが正確な呼称に近い。
隔年開催であった作曲賞が4年に1度に変更され、なおかつ優勝者を出せない状態にまで陥っていたが、2006年度（以後、本選会は翌年になる）からはインターネットを用いて宣伝され、総額7500ユーロを入賞者に分配することとなった。入賞者の作品はラジオ放送された。

## 現況
2009年の応募総数の過多、審査の困難などさまざまな理由が重なり、2012年以後は国内コンクール化している。